# Marsili
El Marsili es un volcán submarino localizado en el mar Tirreno meridional y pertenece al arco insular Eoliano. Se encuentra en unos 140 km al norte de Sicilia y alrededor de 150 km al oeste de Calabria. Es el volcán de mayores dimensiones de Europa.
Ha sido señalado como potencialmente peligroso, porque podría producir un tsunami que afectaría las costas tirrenas meridionales.

## Morfología
Descubierto en los años 1920 y bautizado en honor del científico italiano Luigi Ferdinando Marsili, este volcán submarino ha sido estudiado a partir de 2005 en el ámbito de proyectos estratégicos del CNR por medio de un sistema multibeam y de redes integradas de monitorización de observaciones oceánicas. Con sus 70 km de longitud y 30 km de longitud (alrededor de 2100 kilómetros cuadrados de superficie) el Marsili representa uno de los volcanes más extensos de Europa. El cono volcánico se eleva unos 3000 metros por encima del fondo marino, llegando la cumbre a unos 450 metros por debajo de la superficie del mar Tirreno.

## Cuenca del Marsili
El área basal constituida por la cuenca del Marsili se caracteriza por una base en la corteza oceánica (o pseudo-oceánica) con una grosura crostal alrededor de 10 km, análoga en el área basal de la adyacente cuenca del Vavilov, situada al oeste del Marsili. La presencia de una corteza sutil es típica del vulcanismo de retro-arco, donde  predominan las rocas toleíticas. Las cuencas del Marsili y del Vavilov están divididas por una linde batimétrica de dirección norte-sur y grosura de la corteza de 15 km, así pues, más elevada. La banco oceánico del Marsili está en el sector oceánico más reciente (2 Ma) de la cuenca del retro-arco del mar Tirreno, todavía immaduro, y la montaña submarina del Marsili, que ocupa la parte axial, constituye el único elemento significativo, desde el punto de vista topográfico, de la llanura abisal. Según la interpretación del investigador Marani, el volcán submarino Marsili es un centro de expansión dilatado de la cuenca Marsili. En la cuenca del Marsili, pero también del Vavilov, a alrededor de 80 metros de profundidad, se han encontrado grandes estratos de depósitos de cobre, hierro, plomo, zinc y manganeso, que en un futuro podrían ser explotados económicamente.

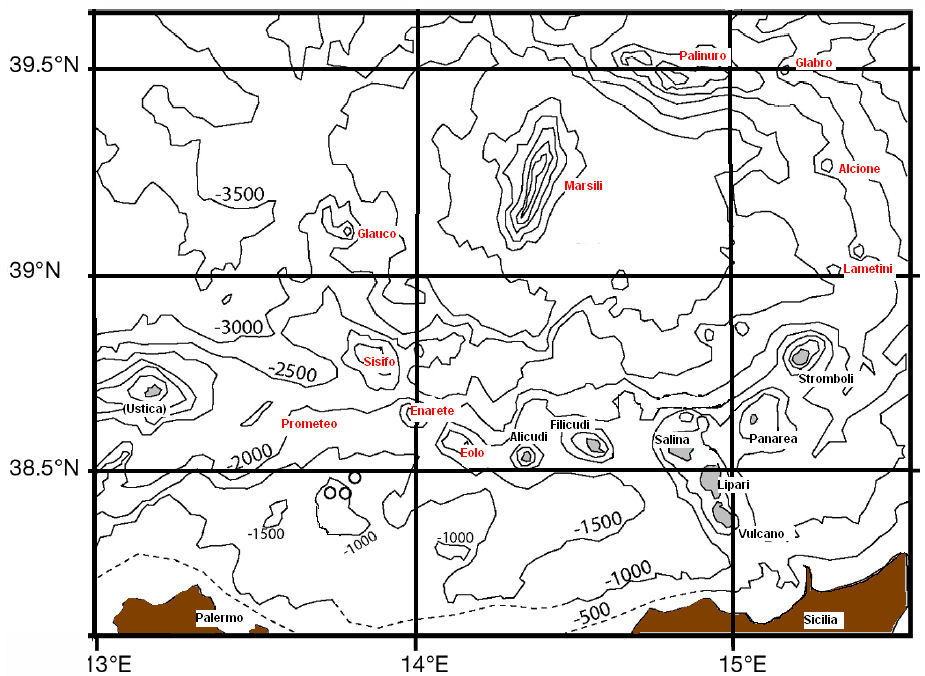
Arco Eoliano, con líneas de costa y isóbatas de 500 m. Islas Eolias en gris y nombre en letra de color negro; montañas submarinas en letra de color rojo.

## Riesgos potenciales

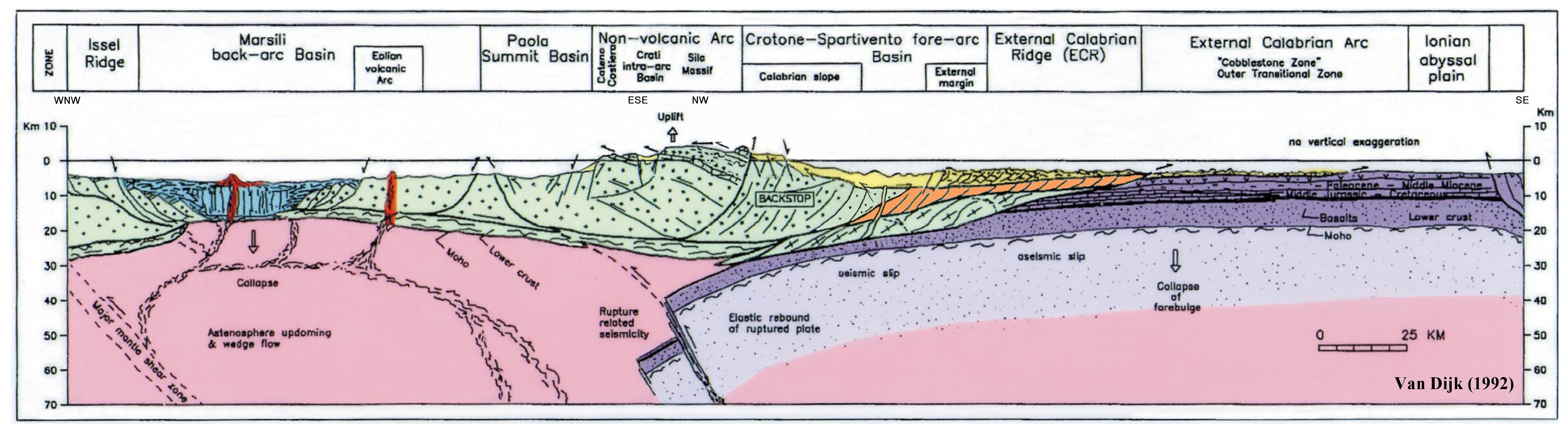
Sección Geotectónica del Arco de Calabria.

Los fenómenos volcánicos del monte Marsili están activos a todas horas y sobre los flancos se están desarrollando numerosos aparatos volcánicos satélites. Los magmas del Marsili son parecidos por composición a aquellos observados en el arco eoliano, la actividad volcánica de los cuales es atribuida a la subducción de la antigua placa Tetidea (subducción Jónica). Se estima que la edad de inicio de la actividad volcánica del Marsili sea inferior a 200 000 años. Se han encontrado rastros de colapsos de material de los flancos de algunos de los volcanes submarinos los cuales podrían haber causado tsunamis en las regiones costeras tirrenáicas de la Italia Meridional.
Tal como el Magnaghi, el Vavilov y el Palinuro, el Marsili se trata de uno de los volcanes submarinos más peligrosos del mar Tirreno. Muestra, cómo pasó con el Vavilov, un riesgo de derrumbamiento en un único acontecimiento de una cresta de la montañas. Además, sondeos hidrológicos hechos en aguas profundas indican actividad geotérmica del Marsili junto con las de: Enareta, Eolo, Sisifo, la Secca del Capo y otras fuentes hidrotermales profundas del Tirreno meridional.
En febrero de 2010 el buque oceanográfico Urania, del CNR, empezó una campaña de estudios sobre este volcán submarino. Se han evaluado riesgos de colapsos potencialmente peligrosos que atestiguan una notable inestabilidad. Una región significativamente grande de la cima del Marsili resulta además estar constituida de rocas de baja densidad, fuertemente debilitadas de fenómenos de alteración hidrotermal; hecho que haría prever un acontecimiento de colapso de grandes dimensiones.
El sismólogo Enzo Boschi, expresidente del Instituto Nacional de Geofísica y Vulcanología italiano (INGV), ha declarado que es un volcán activo y que podría entrar en erupción en cualquier momento y que podría provocar un tsunami que afectaría Campania, Calabria y Sicilia.

## Tirreno Meridional 1 y Marsili 1
La zona está sujeta a un permiso de investigación para fluidos geotérmicos llamado Tirreno Meridional 1. En este ámbito se ha presentado un proyecto de realización de un pozo geotérmico exploratorio en el mar, denominado Marsili 1, por el cual el 15 de mayo de 2015 la Dirección general por las Evaluaciones y los Permisos Ambientales del Ministerio de Medio ambiente y de la Tutela del Territorio y del Mar del gobierno italiano ha preparado una evaluación de impacto ambiental.